# 國立臺南第一高級中學
國立臺南第一高級中學，位於臺灣臺南市東區成大里，是一所成立於台灣日治時期的高級中等學校，簡稱為國立臺南一中、臺南一中、南一中、一中、TNFSH，舊稱為「南二中」、「省一中」，因日治時屬竹園町，以「竹園岡」自詡。

## 簡介
為一所主要招收男學生的普通高中（僅科學班招收女學生），校舍建於地勢較高之沙崙上，清領時期舊稱西竹圍、日治改屬竹園町，故亦有「竹園岡」之別稱。日治時期日人施行市區改正計畫，開闢勝利路將校園分為本部教學區和二部體技區；現中間以地下道連結，並與國立成功大學相鄰。校地北界為臺南臺地二分水的德慶溪古河道。該校自2018年起與國立中山大學、高雄醫學大學（攻頂大學聯盟）締結高中策略聯盟關係。
大正十一年（1922年），首任文官總督田健治郎於四月一日頒「新臺灣教育令」，在初等教育方面分二系統：常用日語者（即日本學童）入「小學校」，不常用日語者（即臺灣學童）入「公學校」。在中等教育方面，實行「內臺共學制」，一方面促進內臺融合，一方面可節省費用。

## 歷史

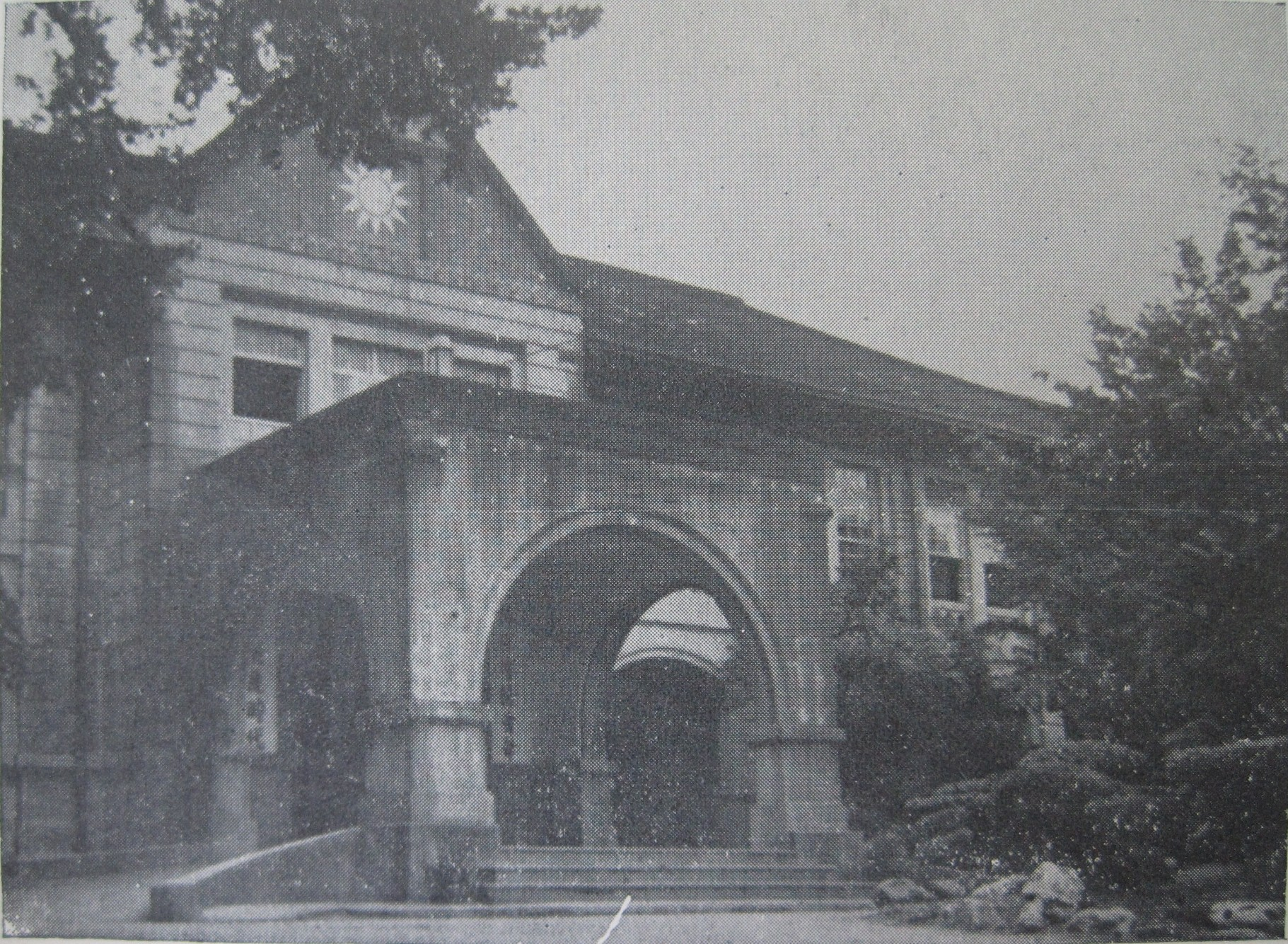
1950年代的臺南一中

臺灣總督府於1922年發佈《台灣教育令》第2次修正，配合「日臺共學」，成立「臺南州立臺南第二中學校」，有別於以「一中（今國立臺南第二高級中學）」、「一女中（今國立臺南女子高級中學）」為名的中學招收日人或權貴為主要目的，第二中學校提供臺灣本地人就學。原為五年制中學；1943年因太平洋戰爭爆發，縮短修業年限，改為四年制中學。
1945年第二次世界大戰後，國民政府接收在臺教育，並將校名改為「臺灣省立臺南第一中學」，為「三三制」完全中學。1947年，該校學生為了抗議校刊上吳乃光教授所發表的文章「論台灣人當前的教育及語文教授」中部分文句「輕視本省人與學生青年」，在1月16日發動罷課，經勸告後在1月17日復校上課。
1949年，接辦省立臺南補習學校，並改名為「臺灣省立臺南第一中學附設補習學校」。1959年，於臺南縣新化鎮設立「臺灣省立臺南第一中學新化分部」，專收高中學生，1966年8月獨立設校（今國立新化高級中學）。臺灣九年國民義務教育實施後的1970年，改校名為「臺灣省立臺南第一高級中學」，2000年精省後，因改隸教育部更名為「國立臺南第一高級中學」。
2022年4月建校百年，台南一中邀請眾多校友回校參與紀念建校百年典禮。

## 校舍建築

### 市定古蹟
- 市定古蹟「原臺南州立第二中學校校舍本館暨講堂」：專提供日本人就讀的「竹園小學校」校舍，及州立二中時期興建的禮堂已被指定為臺南市定古蹟，1923年竹園小學校遷移，原有校舍全部移交給第二中學校並進行校舍之更新，1928年，學校本館落成，即今之西棟行政教學大樓。1931年，講堂落成，即今之小禮堂。
- 除市定古蹟外，校內尚有臺灣府城城垣的殘蹟。

### 其他建築
本部有綜合教育大樓、人文教育大樓（藝文沙龍）、科學教育大樓、藝術教育大樓、高三教室的紅樓、高二教室至善樓、高一教室（與進修部共用）明德樓、新民樓、禮堂（群英堂）、小禮堂、合作社（現在為萊爾富進駐）。二部有體育館、游泳池、學生宿舍、操場、籃球場及排球場、網球場等。體育館於2010年7月動土進行拆除後重建，並於2012年完工，耗資新臺幣2億餘元。
- 綜合教育大樓：
  - 地下一樓：高一、高二專用K書中心。k館於2023年11月開始整修於2024年3月1日重新開放。
  - 一樓、二樓：教務處所在地、各科教師辦公室。
  - 三樓至五樓：各科視聽教室、電腦教室等。
  - 五樓：輔導室。[註 3]
- 人文教育大樓：
  - 地下一樓：藝文沙龍（高三專用K書中心）。
  - 一樓：期刊室、數位學習中心、公民與社會科視聽教室及圖書館辦公室、附設進修學校辦公室。
  - 二樓：圖書館書庫（開架式）、閱覽室。
  - 三樓：校友中心。
  - 四樓：校史館所在地。
- 科學教育大樓：生物、物理、化學、地科實驗室所在、地下一樓及五樓各有兩間設備完善之視聽教室，五樓設有星象儀，頂樓設有天文臺。
- 藝術教育大樓：音樂、美術、工藝、烹飪教室、國際會議廳。
- 紅樓：行政單位辦公室、學生教室。
- 至善樓：學生教室。
- 明德樓：學生教室。
- 新民樓：輔導室與附設進修學校。新民樓於2024年11月開始重新建蓋，預計於2025年5月落成。
- 學生宿舍：地下k書中心以及三層學生宿舍，其中宿k為宿舍生專用，四樓為聖火台及晒衣場

臺南一中校園建築
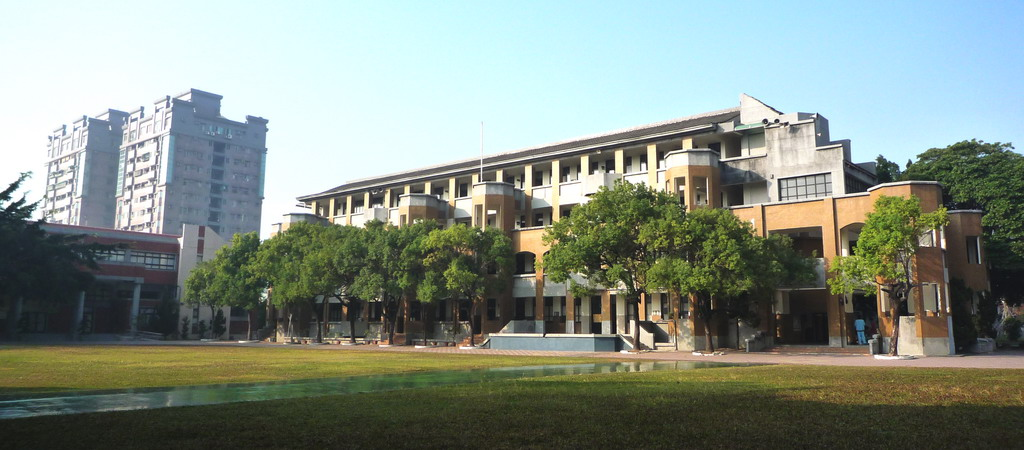
明德樓（棕黃建築）羣英堂（大樓左下）
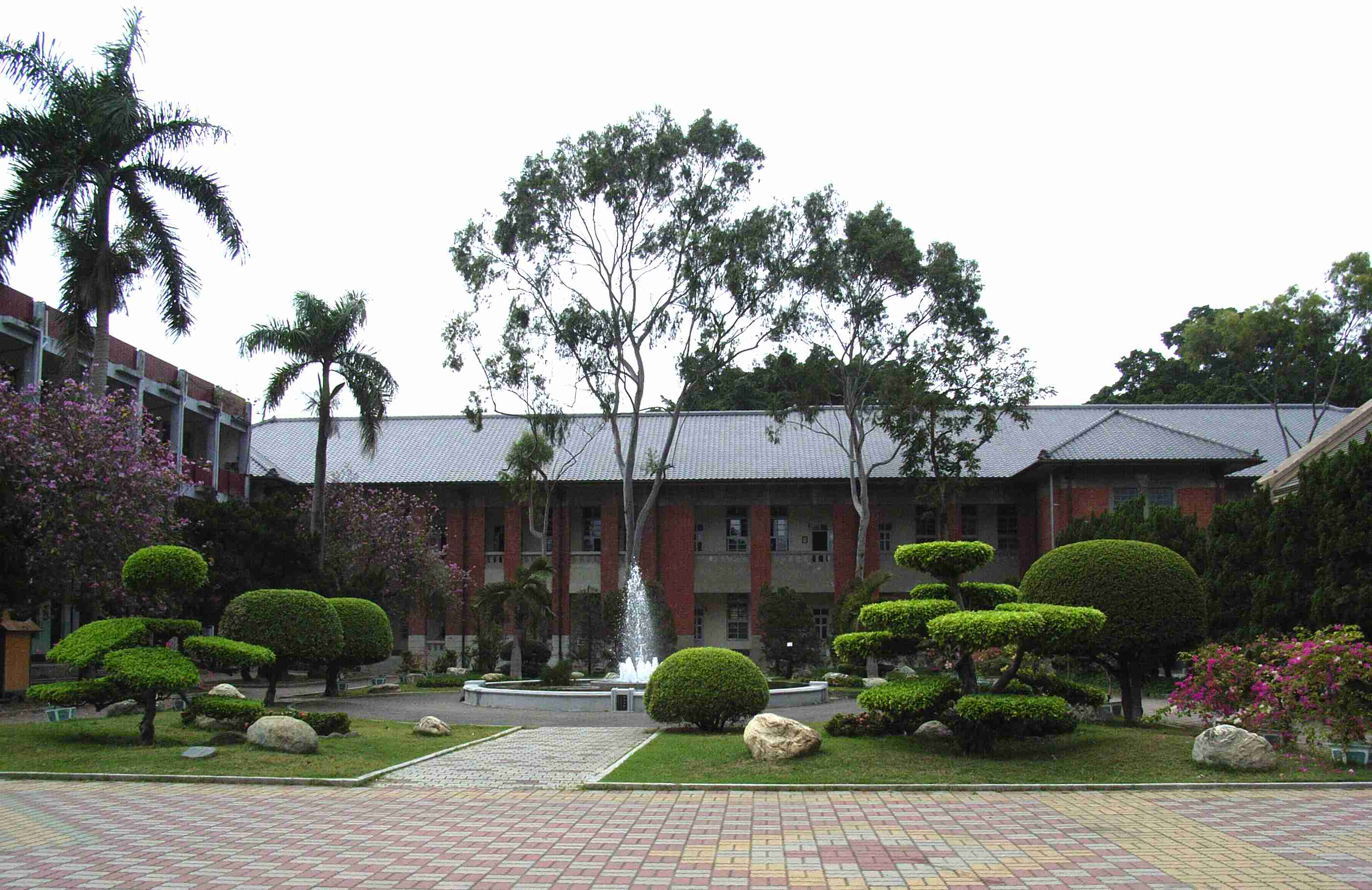
臺南一中紅樓，左側為至善樓
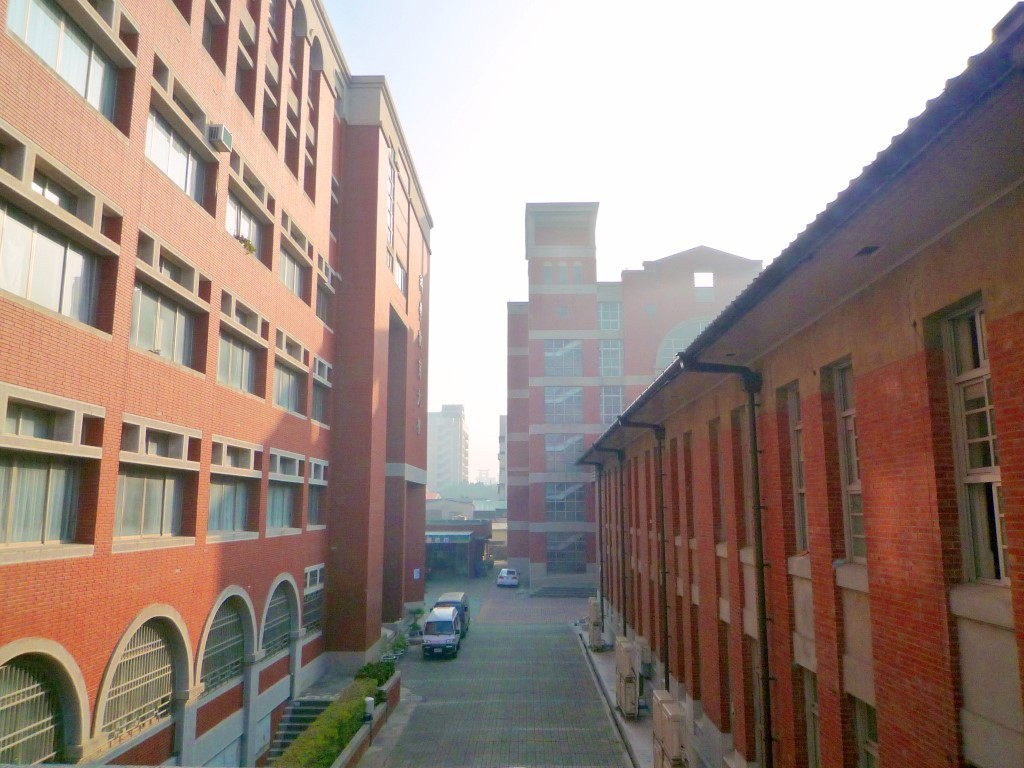
藝術教育大樓（後）、科學教育大樓（左）、紅樓（右）
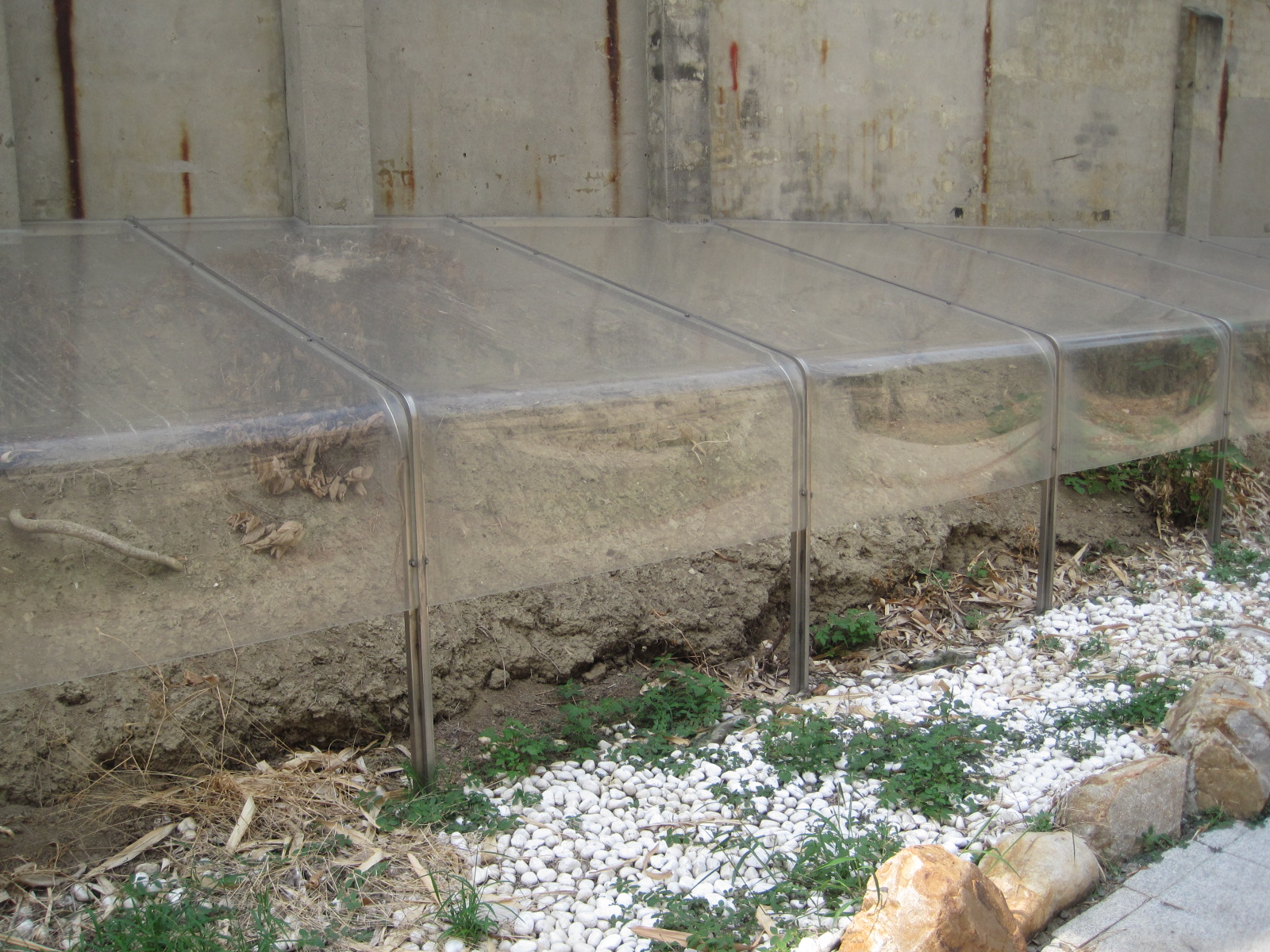
臺灣府城城垣殘蹟

## 行政組織
學校主要一級單位有校長室、教務處、學務處、總務處、圖書館、輔導室等。

## 歷任校長
日治時期
| 任 次  | 姓 名      | 任 期                  |
| 第一任 | 高 橋 隆   | 1922/05/01－1927/03/31 |
| 第二任 | 小形留吉   | 1927/04/01－1933/03/31 |
| 第三任 | 矢野速吉   | 1933/04/01－1937/03/31 |
| 第四任 | 後藤義光   | 1937/04/01－1942/03/31 |
| 第五任 | 今井盛太郎 | 1942/04/01－1943/01/31 |
| 第六任 | 芝原仙雄   | 1943/02/01－1945/12/13 |
中華民國時期
| 任 次    | 姓 名  | 任 期                  |
| 第一任   | 蘇惠鏗 | 1945/12/14－1956/07/30 |
| 第二任   | 鄧芝如 | 1956/08/01－1964/12/27 |
| 第三任   | 金樹榮 | 1965/02/01－1969/01/31 |
| 第四任   | 李 昇  | 1969/02/01－1983/07/31 |
| 第五任   | 史振鼎 | 1983/08/01－1990/02/10 |
| 第六任   | 黃炎祥 | 1990/08/01－1998/07/30 |
| 第七任   | 蔡 勇  | 1998/08/01－2001/02/20 |
| 第八任   | 張逸群 | 2001/02/21－2009/07/31 |
| 第九任   | 黃運生 | 2009/08/01－2012/07/31 |
| 第十任   | 張添唐 | 2012/08/01－2019/07/31 |
| 第十一任 | 廖財固 | 2019/08/01－           |

## 姊妹校
- 慶熙大學附屬高等學校及中學
- 慶尚高等學校
- 日本 宮城縣宮城第一高等學校（日语：宮城県宮城第一高等学校）
- 日本 愛知縣一宮西高等學校（日语：愛知県立一宮西高等学校）
- 日本 筑波大學附屬駒場中學校及高等學校
- 仁川鎮山科學高中
- 日本 靜岡縣立藤枝東高等學校（日语：静岡県立藤枝東高等学校）
- 日本 駒場東邦中學校・高等學校（日语：駒場東邦中学校・高等学校）

### 引用
1. 1 2 3 4 5  中華民國教育部統計處. .   [2025-06-02]. 原始内容存档于2025-04-30 （中文（臺灣））.
2. ↑  聯合新聞網. . 聯合新聞網. 2021-08-04  [2021-08-18]. （原始内容存档于2021-08-04） （中文（臺灣））.
3. ↑  遠見天下文化出版股份有限公司. . 遠見雜誌 - 前進的動力.   [2018-11-05]. （原始内容存档于2019-05-02） （中文（臺灣））.
4. ↑  台南一中. .   [2019-06-01]. （原始内容存档于2020-07-01）.
5. ↑  . 民報. 1947-01-19.
6. ↑  中央社. .   [2022-04-16]. （原始内容存档于2022-05-04） （中文（臺灣））.

## 外部連結
- 國立臺南第一高級中學（页面存档备份，存于）